# Eduard Gustav May
Die Firma Eduard Gustav May (später May & Wirsing und E. G. May Söhne) war ein von 1845 bis 1914 bestehender Frankfurter Kunstverlag und einer der führenden deutschen Produzenten populärer Druckgrafik.

## Firmengeschichte

### 1845–1878: E. G. May und May & Wirsing

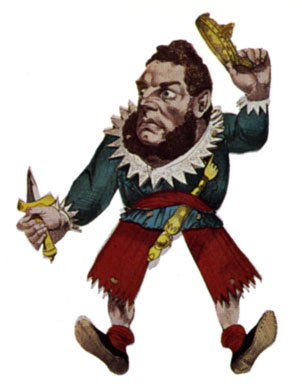
Politische Karikatur von E. G. May des Abgeordneten der Paulskirche Zitz, 1848

Die Firma wurde am 22. Dezember 1845 durch den Autodidakten im Lithografiegeschäft Eduard Gustav May (1818–1907) im Großen Hirschgraben mit einer alten Handpresse gegründet. Zunächst verlegte May Kunstblätter nach Werken Frankfurter Künstler. Das erste große Geschäft machte May 1848 mit dem Auftrag des Verlegers Keller, Ansichten der Paulskirche und des Parlaments sowie Porträts der Abgeordneten anzufertigen. Daraufhin kaufte May sechs neue Pressen, die er dazu nutzte, Ereignisbilder und politische Karikaturen in großer Zahl zu drucken. In den 1850er Jahren produzierte das Unternehmen neben kolorierten Künstlerillustrationen eine Porträtserie von Frankfurter Honoratioren und Künstlern. 1860 siedelte die Firma in einen Neubau in der Eschersheimer Landstraße 28/32 um. Zu dieser Zeit begann May auch zartkolorierte Genregrafiken für großbürgerliche Wohnungseinrichtungen herzustellen.
Von 1850 bis 1863 war Johann Gustav Wirsing Teilhaber des Unternehmens, das nun May & Wirsing hieß. Dank Wirsings Kapitalunterstützung konnte sich die Firma zur Bildermanufaktur entwickeln.  Das Gros der populären Grafik bildeten Heiligendarstellungen und biblische Motive für das katholische Landhaus. Die profanen Motive umfassten Genrebilder, Kinderszenen, Tiermotive, Landschaften und Seestücke. Ab 1864 nannte sich das Unternehmen wieder E. G. May. 1870 wurde die erste Schnellpresse installiert, die den Ausstoß der Ware beschleunigte. Ein Teil der Ware wurde ins Ausland exportiert, ab 1870 auch nach Spanien und Übersee. Der Deutsch-Französische Krieg bot die Gelegenheit, massenhaft Schlachtenbilder und Fürstenporträts zu drucken. Seit 1877 bildeten chromolithografische Gratulationskarten für den Export nach England den Hauptteil des Geschäftes.

### 1878–1914: E. G. May Söhne

Logo von E. G. May Söhne

Nach dem Ausscheiden E. G. Mays 1878 übernahmen seine beiden Söhne Robert und Franz das fortan unter E. G. May Söhne firmierende Unternehmen. 1880 stießen die Mays die gesamte alte Produktion ab, um sich fortan nur noch auf das Geschäft mit Chromolithografien zu konzentrieren. 1880/82 wurde das Werk mit sieben Schnellpressen der Größe IV und 1884/86 nochmals mit zehn der Größe V erweitert. Im Jahr 1881 wurde Fridolin Leiber Leiter des lithografischen Ateliers.
Friedrich Diefenbach wurde Juniorpartner und baute das Unternehmen kaufmännisch aus, indem er neue Märkte und Verkaufsmethoden erschloss. Da die alternden May-Söhne keinen branchenkundigen Firmenleiter besaßen, konnte Diefenbachs Nachfolger Carl Döring das Unternehmen nur noch durch Fusion 1914 mit dem schonungslos konkurrierenden Dresdner Unternehmen Kunstanstalten AG retten. Aus der Fusion ging die Kunstanstalten May AG (KAMAG) hervor. Die Namensähnlichkeit ist zufällig; der KAMAG-Inhaber Adolf May jun. stand mit den Frankfurter Mays nicht in verwandtschaftlicher Beziehung.